# Gup
De gup, vaak guppy, ook wel missionarisvisje of miljoenenvisje genoemd (Poecilia reticulata) is een vis die van oorsprong in Zuid-Amerika voorkomt. De gup is wereldwijd het populairste aquariumvisje.

## Kenmerken
De gup is een eierlevendbarende tandkarper. De mannetjes worden gemiddeld 4 en de vrouwtjes 6 cm lang. De meeste guppen leven 2 à 3 jaar maar in gevangenschap vaak slechts een half tot twee jaar. Er zijn weinig guppen die ouder dan 5 jaar worden. Mannetjes worden aanzienlijk minder oud: 3 à 4 maanden.
Het vrouwtje van de gup kan zaad van de mannetjes maandenlang opslaan en er meerdere keren van bevallen, waardoor het voorkomt dat een mannetje dat al dood is maanden later nog nakomelingen krijgt.
De gup vertoont veel variatie in kleur en vinvorm. Lokale populaties van de gup hebben vaak een eigen uiterlijk.
Van de gup zijn veel variëteiten gekweekt met allerlei kleuren en staartvormen. Zo zijn er het 'enkelzwaard' (een staart met één lange uitloper), het 'dubbelzwaard' (de staart bestaat uit twee delen) en de sluierstaart. Deze staartvormen kunnen echter natuurlijk voorkomen; ook in het wild komen verschillende zwaardtypes voor. De verschillende kleuren zijn eveneens een natuurlijk fenomeen en spelen een rol bij de voortplanting: vrouwtjes zijn meer geneigd zich te laten bevruchten door een mannetje met een ongewoon kleurenpatroon.

## Invasieve soort
De gup komt bijna overal voor als invasieve soort dankzij verspreiding door de mens. Op deze manier werd het de eerste zoetwatervis in Kaapverdië.
De gup is op veel plaatsen uitgezet om met name muggen te bestrijden, vanwege de voorkeur voor muggenlarven als voedsel. In Nederland is de gup in de jaren zestig en zeventig losgelaten in het koelwater van de energiecentrale bij de hoogovens van Corus (nu Tata Steel). Omdat dit water 's winters warm genoeg blijft, is toentertijd een populatie ontstaan die afwijkt van de normale gup. De mannelijke exemplaren waren zo goed als kleurloos en de vrouwelijke exemplaren bij Velsen-Noord werden tot wel 12 cm lang. Sinds enige jaren worden er daar geen guppen meer gevonden, maar de populatie heeft tientallen jaren standgehouden. Normaal geldt voor de gup een ondertemperatuur van 18 °C of 15 °C.

## Taxonomie
De wetenschappelijke naam Poecilia reticulata werd in 1859 gepubliceerd door Wilhelm Peters op basis van een exemplaar uit de Guairerivier bij Caracas dat daar door Julius Gollmer was gevangen. In 1861 publiceerde Filippo de Filippi de naam Lebistes poecilioides op basis van een exemplaar van het eiland Barbados. Lang werd aangenomen dat dit dezelfde soort was als de gup maar de naam wordt nu door sommigen beschouwd als een synoniem voor Poecilia vivipara. In 1866 voegde Albert Günther nog de nieuwe naam Girardinus guppii toe aan de lijst, op basis van een exemplaar dat op het eiland Trinidad was verzameld door dominee Robert John Lechmere Guppy (1836–1916), en naar wie de naam 'gup' of 'guppy' verwijst. In 1907 plaatste Carl H. Eigenmann de soort in het geslacht Acanthophacelus. In 1913 beperkte Charles Tate Regan het geslacht Poecilia tot 4 of 5 soorten, en plaatste de gup als Lebistes reticulatus in het geslacht Lebistes. In 1963 namen Donn Rosen en Reeve Bailey de geslachten Acanthophacelus en Lebistes weer op in het geslacht Poecilia, en plaatsten de gup in het ondergeslacht Lebistes. Die opvatting wordt sindsdien algemeen gevolgd.

## Wetenswaardigheden
De gup wordt nog steeds veel gebruikt voor onderzoek naar erfelijkheid, hoewel in de moderne wetenschap vaak de voorkeur wordt gegeven aan de zebravis (Danio rerio).